# Sanjaagiin Bayar
Pour les articles homonymes, voir Bayar.
Sanjaagiin Bayar (en mongol : Санжаагийн Баяр), né à Oulan-Bator en 1956, est un homme politique mongol, et Premier ministre entre le 22 novembre 2007 et le 29 octobre 2009.

## Biographie
En 1978, il est diplômé de droit à l'université d'État de Moscou. Il est journaliste de 1983 à 1990, travaillant aux agences de presse Montsame et Mongolpress. Bayar rejoint le Parti révolutionnaire du peuple mongol (PRPM) en 1988. Pendant les années 1990, il enseigne à l'Académie des sciences sociales, étudie à Washington, et dirige l'Institut d'études stratégiques au ministère de la Défense. De 1997 à 2001, il est chef de cabinet du président Natsagiyn Bagabandi. De 2001 à 2005, il est ambassadeur de Mongolie en Russie.
En 2005, Bayar devient Secrétaire général du PRPM, puis est élu président du parti en 2007 face au président sortant du parti Miyeegombyn Enkhbold (377 voix contre 229). Le congrès du parti vote aussi pour la nomination de Bayar au poste de Premier ministre, et il est élu Premier ministre par l'Assemblée nationale le 22 novembre 2007. L'une de ses premières mesures est de nationaliser la mine de charbon de Tavantolgoi (15 % des actions étaient dans les mains d'entreprises mongoles). Enkhbold est nommé au poste de vice-Premier ministre dans le gouvernement de coalition mené par le PRPM. Lors des législatives de juin 2008, le PRPM obtient la majorité absolue mais la contestation des résultats par le Parti démocrate se transforme en émeute et fait 5 morts. Afin d'apaiser la situation, Bayar nomme le président du Parti démocrate, Norovyn Altankhuyag au poste de vice-Premier ministre et la coalition entre le PRPM et une partie du PD est reconduite par le Grand Khoural d'État en septembre 2008. Sous son mandat, un important contrat avec Ivanhoe Mines et Rio Tinto est signé pour le financement de l'exploitation de la mine de cuivre et d'or d'Oyuu Tolgoi.
Bayar est hospitalisé début octobre 2009 et le 26 octobre, il annonce sa démission du poste de Premier ministre à la suite d'une hépatite C. Il est remplacé par intérim par le vice-Premier ministre Norovyn Altankhuyag, puis Sükhbaataryn Batbold est élu au poste de Premier ministre par le Grand Khoural d'État le 29 octobre 2009. Bayar suit un traitement en Corée du Sud,.